# عاهم (حجة)
عاهم هي إحدى قرى الجمهورية اليمنية. تتبع جغرافيا لمحافظة حجة وإداريًا لمديرية كشر. يبلغ تعداد سكانها 1013 نسمة حسب الإحصاء الذي أجري عام 2004.